# Anjuvannam
Anjuvannam (en tamil y malayalam, del persa anjuman, y hanjama o hanjamana en télugu o canarés, o hamyamana), suele referirse a un gremio mercantil medieval, formado por comerciantes no indios —de etnia persa y árabe—, activo principalmente en la India del Sur. Junto con el manigramam y el ainurruvar (los Quinientos de Ayyavole), el gremio de comerciantes anjuvannam desempeñó un papel importante en las actividades comerciales de la región. A diferencia del manigiramam, que también operaba en el interior de la India, la presencia del anjuvannam únicamente se encuentra en las ciudades costeras.
El gremio de los anjuvannam estaba organizado por comerciantes de Asia occidental que incluían a mercaderes judíos, cristianos sirios, musulmanes y parsis zoroastrianos que operaban en el sur de la India, sobre todo en el comercio del océano Índico.). El historiador Y. Subbarayalu había definido el gremio de los anjuvannam como un «cuerpo de comerciantes de Asia occidental». Los comerciantes operaban generalmente en los puertos comerciales de Konkan, la costa de Malabar y la costa de Coromandel del sur de la India, e incluso en el sudeste asiático, incluida la isla de Java. En algunos puertos este gremio obtuvo cartas reales, que permitían las inmunidades y privilegios especiales dentro de esas ciudades. Anjuvannam se menciona en varias inscripciones del sur de la India, sobre todo en las placas de cobre sirias de Quilon —hacia el año 849 de la era cristiana— y en las placas de cobre judías de Cochin —hacia el año 1000 de la era cristiana—. La mayor asociación del gremio con los comerciantes judíos de la costa de Malabar es visible en esta última inscripción.
La primera evidencia epigráfica concreta de los anjuvannam son las placas de cobre sirias de Quilon —c. 849 de la era cristiana—. El gremio estaba activo en la costa de Kerala en el siglo IX. Desde principios del siglo X, el gremio ainurruvar (los Quinientos de Ayyavole) se extendió por todo el sur de la India, reuniendo bajo su paraguas a la mayoría de los gremios preexistentes. Tanto el anjuvannam como el manigiramam se incorporaron al Quinientos. En el siglo XII y después, el Quinientos actuó como organización paraguas para abarcar a todos los demás gremios mercantiles más pequeños. Durante los siglos XI y XIII, el anjuvannam estaba compuesto principalmente por comerciantes musulmanes de las costas occidental y oriental de la India.
Una persona de la comunidad anjuvannam se conoce como «anjuvannan».

## Etimología
- Una explicación rastrea el origen del nombre anjuvannam a la palabra avéstica hanjumana y a la palabra persa anjuman/anǰoman que se refiere a una organización o asociación de personas.[7][8]
- El término hanjama o hanjamana se encuentra en los registros de telugú y kannada.[1] «Hanjamana» es el título utilizado en las inscripciones de la costa de Konkan.[2]
- Según una explicación anterior, el título Anjuvannam deriva del sistema de varna hindú, ya que cualquier persona que no perteneciera a uno de los cuatro varnas se denominaba anjuvannan.[9][7]